# Carmen de Cura (paroisse civile)
Pour les articles homonymes, voir Carmen de Cura.
Carmen de Cura est l'une des deux paroisses civiles de la municipalité de Camatagua dans l'État d'Aragua au Venezuela. Sa capitale est Carmen de Cura.

## Géographie

### Relief
A l'écart de la plaine agricole où se trouve la capitale de la paroisse civile, le territoire est couvert de collines dominées par de nombreux sommets, parmi lesquels les cerros El Lindeo, Las Babas, Los Caribes, Las Cocuizas, Camburalito, Nazario, El Potrero, Los Maníres, Los Cochinos, El Rodeo, Mata Verde, Cura Arriba, La Vigía et El Mogote.

### Démographie
La seule population de la paroisse civile de Carmen de Cura est concentrée dans sa capitale Carmen de Cura.

### Transports
La paroisse civile est desservie par la route dite Ramal-15, desservant Carmen de Cura et qui relie Camatagua, chef-lieu de la municipalité, à Taguay dans la municipalité voisine d'Urdaneta.